# Брейтуэйт, Камау
Камау Брейтуэйт (англ. Kamau Brathwaite), Лоусон Эдвард Брейтуэйт (англ. Lawson Edward Brathwaite; 11 мая 1930, Бриджтаун, Барбадос — 4 февраля 2020) — барбадосский поэт, драматург, историк и социолог.

## Биография
Сын работника склада в большом магазине. Учился в Харрисон-колледже Бриджтауна, по гранту поступил в Кембриджский университет (1949—1953), получил диплом учителя. Следующий год Камау Брейтуэйт посещал курсы, чтобы получить лицензию на преподавание, в 1955 переехал в Израиль. С 1956 года работал в отделе учебных пособий министерства образования Ганы, затем преподавал в Сент-Люсии (1962—1963) и университете Вест-Индии в Кингстоне. В 1966 выступил основателем Движения художников Вест-Индии, с 1971 был главным редактором его журнала Savacou. Защитил диссертацию по истории Ямайки на тему «Развитие креольского общества на Ямайке в 1770—1820-х годах» («The Development of Creole Society in Jamaica 1770—1820»), (Oxford Press, 1971) в университете Сассекса (1968). В 1983—1991 — профессор социальной и культурной истории в университете Вест-Индии. Оставив должность в этом университете, он работал в США нкак «visiting professor», а в 1993 официально устроился профессором на кафедру сравнительной литературы в Нью-Йоркский Университет, где сейчас имеет статус Professor Emeritus — заслуженный профессор в отставке. 1997—2000 годы Камау Брейтуэйт провёл на Барбадосе в своем доме «Коровье пастбище» («Cow Pasture»). Этот период он сам называет Маронские годы (Maroon Years).

## Личная жизнь
1960 году Камау Брейтуэйт заключает брак с Дорис Уэлком, в этом браке у поэта рождается сын. Вместе со своей женой Брейтуэйт основывает детский театр в Соляном Озере, (Северная Гана). В 1986 году Дорис Брейтуэйт (Уэлком), выпускает библиографию творчества Камау Брейтуэйта: EKB: His Published Prose & Poetry, 1948—1986. В этом же году Дорис Брейтуэйт уходит из жизни, и в ответ на это трагическое событие поэт выпускает книгу The Zea Mexican Diary: 7 September 1926-7 September 1986, состоящую из отрывков дневниковых записей, стихов и заметок об их совместной жизни.
Второй раз Камау Брейтуэйт женится будучи на Барбадосе во время своего Маронского периода (1997-2000). Его избранницей стала ямайка Беверли Рейд.

## Особенности творчества
Поэзия Камау Брейтуэйта — графическая и модернистская, его часто сравнивают с Дереком Уолкоттом и Т. С. Элиотом. В своём творчестве Брейтуэйт разрабатывает понятие тайдалектики (tidalictics, англ.) — «приливно-отливной» концепции новой диалектики и национального языка (Nation language, англ.) — которым поэт считает не государственный язык Барбадоса, английский, а особый вид языка в странах Карибского бассейна, который «тесно связан с африканским опытом».

## Избранные произведения
- Четыре пьесы для начальных школ/ Four Plays for Primary Schools (1964)
- Odale’s Choice, пьеса (1967)
- Rights of Passage (1967)
- Masks (1968)
- Islands (1969)
- Народная культура рабов на Ямайке/ Folk Culture of the Slaves in Jamaica (1970)
- The Development of Creole Society in Jamaica, 1770—1820, по материалам диссертации (1971)
- The Arrivants, стихотворения (1973)
- Contradictory Omens: Cultural Diversity and Integration in the Caribbean (1974)
- Other Exiles (1975)
- Days & Nights (1975)
- Black + Blues (1976)
- Mother Poem (1977)
- Soweto (1979)
- History of the Voice (1979)
- Jamaica Poetry (1979)
- Barbados Poetry (1979)
- Sun Poem (1982)
- Afternoon of the Status Crow (1982)
- Gods of the Middle Passage (1982)
- Third World Poems (1983)
- History of the Voice: The Development of Nation Language in Anglophone Caribbean Poetry (1984)
- Jah Music (1986)
- X/Self (1987)
- Sappho Sakyi’s Meditations (1989)
- Shar (1992)
- Middle Passages (1992)
- The Zea Mexican Diary: 7 September 1926 — 7 September 1986 (1993)
- Trenchtown Rock (1993)
- Barabajan Poems (1994)
- Dream Stories (1994)
- Words Need Love Too (2000)
- Ancestors (2001)
- Magical Realism (2002)
- Golokwati (2002)
- Born to Slow Horses (2005, Гриффиновская поэтическая премия, (2006)
- Limbo, поэма (2005, 2008)
- Elegguas, стихотворения (2010)

## Интересные факты
Новое имя Камау, под которым Брейтуэйт стал известен, дала ему в 1971 во время его пребывания в Кении (на мероприятии от университета Найроби) бабушка писателя Нгуги Ва Тхионго. Это имя поэт начинает использовать с 1976 года, а в 1990-х и полностью заменяет им свои настоящие имена, используя имя Камау даже в официальных документах.

## Признание
- Премия Чамли[англ.] (1970)
- Грант Гуггенхайм (1983)
- Почётный доктор университета Сассекса (2002)
- Нейштадтская литературная премия (1994)
- Золотая медаль Масгрейва, основателя Института (2006)
- Премия Гриффина (2006)
- Премия имени У. И. Б. Дюбуа, (2010)
- Премия Casa de las Américas (Куба, 2011)
- PEN/Voelcker Award (2018)